# Autostrada transandina

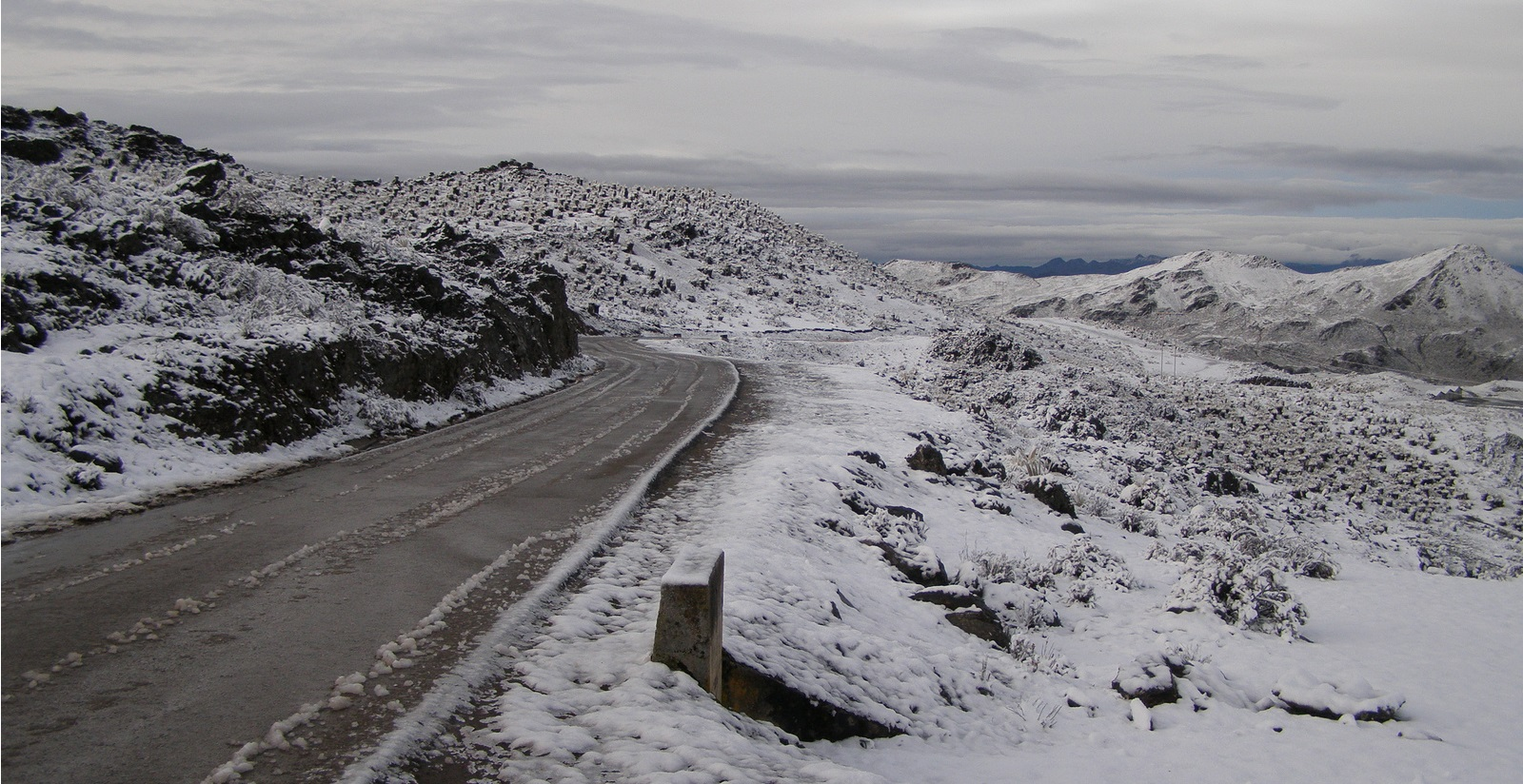

L'autostrada Transandina (o troncal 7 secondo il sistema di numerazione) è la principale via che attraversa le Ande venezuelane, la stessa si estende per 1.529 km di longitudine partendo dalla città di Caracas nel centro del paese fino alla città di San Antonio del Táchira nella frontiera con la Colombia percorrendo la cordigliera della Costa e la cordigliera delle Ande attraversando gli stati Táchira, Mérida, Trujillo, Lara, Yaracuy, Carabobo, Aragua, Miranda ed il Distretto Capitale. La stessa fu costruita durante il governo di Juan Vicente Gómez, e fu inaugurata il 24 luglio 1925.

## Storia
La strada è costruita come parte del piano nazionale d'autostrade anticipato dal governo del presidente Juan Vicente Gómez, nella loro costruzione ha coinvolto un numero significativo di prigionieri. La strada: un grande impatto sul tempo dalla prima volta che riuscì a unire i paesi andini in tutto il paese facilitare, tra l'altro, il trasferimento di forze militari per affrontare le ribellioni che hanno interessato la zona in generale.

## Tratto iniziale
Nella prima sezione completata nel 1925 ammontano a 1.269 chilometri di lunghezza tra Caracas e San Antonio del Táchira . È iniziato nella città di Caracas attraverso le città di Valencia, San Carlos, Acarigua, Barquisimeto, Carora, Pampán, Pampanito, Motatán, Valera, Timotes, El Páramo de Mucuchíes, Tabay, Mérida, Ejido, Lagunillas, Estanques, Tovar, Bailadores, La Grita e San Cristóbal che termina a San Antonio del Tachira, con il suo punto più alto, il Collado del Condor (prima Pico El Águila), con un'altitudine di 4.100 metri sul livello del mare ed è la strada più alta in Venezuela.